# Nago-Torbole
Nago-Torbole est une commune italienne d'environ 2 800 habitants située dans la province autonome de Trente, dans la région du Trentin-Haut-Adige, dans le Nord-Est de l'Italie.
Elle est composée de trois hameaux : Nago qui est situé sur la partie la plus haute, Torbole aussi appelé Torbole sul Garda qui jouxte le lac de Garde et Tempesta, un tout petit hameau situé au sud de Torbole.

## Géographie
Nago-Torbole est située au nord-est du lac de Garde et est traversée par la rivière Sarca qui se jette dans le lac à cet endroit. Sa superficie est de 28,5 km2 dont 6 km2 sont situés sur le lac de Garde. Située à 63 mètres au-dessus du niveau de la mer (Torbole), elle culmine à 2 079 m au sommet du Monte Altissimo di Nago (it) (Nago) et est protégée des vents froids d'est par le chainon de montagne Monte Baldo.
Nago-Torbole est traversée par la route nationale SS 249 Gardesana Orientale qui longe toute la partie est du lac et relie Peschiera del Garda à Riva del Garda et par la route nationale SS 240 qui relie Rovereto et l'autoroute A22 à Torbole en passant par Nago.
Elle fait partie de la Comunità Alto Garda e Ledro qui comprend aussi les communes d'Arco, Drena, Dro, Ledro, Riva del Garda et Tenno.

## Climat et vents

### Climat
Si la région du lac de Garde est située dans une zone de climat tempéré, Nago-Torbole, bien que située légèrement sous le 46e parallèle nord, bénéficie pratiquement d'un climat méditerranéen. Le climat y est particulièrement doux et on y trouve déjà de nombreux champs d'oliviers qui assurent une production locale (OlioCru à Arco), des palmiers, des cactus ainsi que des citronniers, orangers voire quelques bananiers produisant des fruits.
Si le printemps et l'automne sont les saisons les plus humides, l'été est plutôt sec seulement interrompu par des orages. L'hiver est doux avec peu de précipitations et les gelées sont rares notamment à Torbole qui est située au bord du lac.
Le relevé météo suivant est basé sur les données de la station météorologique de Malcesine, commune située à environ quinze kilomètres au sud de Torbole.
| Mois                              | jan. | fév. | mars | avril | mai | juin | jui. | août | sep. | oct. | nov. | déc. | année |
| --------------------------------- | ---- | ---- | ---- | ----- | --- | ---- | ---- | ---- | ---- | ---- | ---- | ---- | ----- |
| Température minimale moyenne (°C) | −2   | 0    | 3    | 7     | 11  | 15   | 18   | 17   | 14   | 8    | 3    | −1   | 8     |
| Température moyenne (°C)          | 2    | 5    | 8    | 12    | 17  | 21   | 24   | 23   | 19   | 13   | 7    | 3    | 13    |
| Température maximale moyenne (°C) | 5    | 9    | 13   | 17    | 22  | 26   | 29   | 28   | 24   | 18   | 11   | 6    | 18    |
| Précipitations (mm)               | 55   | 48   | 58   | 69    | 86  | 62   | 62   | 88   | 63   | 82   | 75   | 51   | 822   |
| Humidité relative (%)             | 85   | 78   | 73   | 75    | 73  | 73   | 73   | 74   | 76   | 81   | 84   | 84   | 77    |

### Vents
Nago-Torbole est constamment balayée par les vents, ce qui en fait un des spots particulièrement appréciés par les amateurs de planche à voile et de dériveur léger. Ces vents sont,, :
- le Pelér Paesàm (ou Sover), un vent qui balaye régulièrement le lac. C'est un vent du nord qui descend des montagnes et souffle la nuit mais qui atteint sa pleine puissance (6 à 8 mètres par seconde) dès le lever du soleil jusqu'en fin de matinée ;
- l'Ora, un vent du sud qui traverse tout le lac. C'est un vent journalier assez puissant qui atteint généralement les 10 à 12 m/s et qui souffle l'après-midi et décline vers les 18 h ;
- le Ponale, un vent rare mais très puissant qui vient de la vallée de Ledro ; en général, il annonce l'arrivée d'un orage ;
- le Balinòt, un vent hivernal très fort qui descend du Monte Ballino.

## Histoire

### Préhistoire, Antiquité, Moyen-Âge
Les toutes premières traces de vie dans le bassin de Torbole, dont une petite lame de silex découverte par les archéologues dans un jardin de la via Naschione à Nago, semblent datées du l'ère du Paléolithique supérieur final (environ 8000 av .J.-C.. La seconde trace est un silex trouvé dans les méandres du lac de Loppio et datant de la transition de l'ère paléolithique et du Mésolithique (environ 5500 av.J.C.).
D'autres reliques datant de l'Âge du cuivre et de l'Âge du bronze comme des sépultures, des fragments de céramique où des ossements furent aussi découverts par les archéologues.
En 49 av.J.-C., Jules César, à la fin de son proconsulat en Gaule, donna à tous les habitants de la Gaule cisalpine la nationalité romaine et 3 ans plus tard rattacha la région de basse Sarca à la juridiction de Brescia et à la tribu Fabia. Nago-Torbole et la région méridionale de Trente n'en firent pas partie mais découvrirent la langue, la religion et la culture romaine.
Lors de fouilles au siècle dernier, on découvrit près des ruines du château de Penede, des reliques gauloises, des tombeaux romains et des pièces de monnaie allant du règne de l'empereur romain Vespasien (début du Ier siècle) à celui de Constantin Ier (début du IVe siècle) ainsi que des médailles et chandeliers et autres divers objets prouvant la présence d'une cité et d'une nécropole romaine à Tempesta au sud de Torbole.
Le christianisme fit son apparition vers la fin de l'an 400 par l'entremise du troisième évêque de Trente, San Virgilio qui parcourut tout le long de la rive du lac de Garde jusqu'à Vérone comme en témoignent de nombreuses topographies. Il est d'ailleurs le saint patron de Nago.
Néanmoins, Nago-Torbole connut le drame des invasions barbares du haut Moyen Âge. Les Hérules, les Ostrogoths, les Lombards, les Francs envahirent, pillèrent et exproprièrent les habitants du petit hameau. Pendant l'invasion de l'Empire byzantin, les villages de la région de la basse Sarca furent combinés en une seule entité économique appelée Curtis (seigneurie en latin). Nago-Torbole appartenait alors la "Curtis Ripae" (seigneurie de Riva) où se trouvait l'administration d'une large zone nord du lac.
Un document de 1171, donne une idée assez précise de l'importance du château de Penede qui était un vrai moyen de défense contre les invasions ennemies. C'était un avant poste du Tyrol et de l'Empire byzantin et faisait l'objet de l'attention constante des États de Milan, Venise et Vérone et qui devait faire face à la rivalité des seigneurs féodaux voisins, les Castelbarco (Trente), les comtes d'Arco et de Seiano avant d'être sous l'emprise du prince archevêque de Trente sous les autorités tyroliennes. 
En ce temps, Nago était le centre de vie administrative et religieuse de la municipalité et un document conservé dans les archives épiscopale de Trente témoigne de la présence au XIIe siècle de l'église San Zeno de Nago et de sa collégiale de chanoines. Si l'église Sant'Andrea de Torbole date approximativement de la même époque (un document datant de 1175 la mentionnant déjà) elle avait cependant moins d'importance.

### Époque moderne
En 1387, tout le territoire du lac de Garde, Nago-Torbole compris, fut assujetti au duché de Milan après la défaite de Antonio Della Scala seigneur de Vérone contre Gian Galeazzo Visconti Duc de Milan.
 Mais rapidement en 1439, grâce à l'allégeance des Véronais à la république de Venise, les vénitiens prirent le contrôle de toute la région du lac de Garde. Ceux-ci avaient remonté le fleuve Adige à bord de 25 barges et 6 galères depuis la mer Adriatique et débarqué au port de Ravazzone. Cette entreprise militaire est désignée par la locution latine Galeas per montes. Ils rejoignirent la vallée de Loppio en transportant les bateaux à la force des bras et avec l'aide de bœufs et rejoignirent Torbole et le lac de Garde par la "bouche" de Nago. Malgré de petites défaites, la petite flotte vénitienne réussit à vaincre les bateaux du duché de Milan commandés par le général Taliano Furlano et à prendre le contrôle de Riva del Garda. La domination de la république de Venise dura jusqu'en 1509, date à laquelle Nago-Torbole fut rendu à la Principauté des évêques de Trente.
Toute cette région du lac devint le fief des comtes d'Arco. La population pourra néanmoins profiter davantage de son autonomie administrative. Des statuts anciens certifient que : certaines des nombreuses dispositions qui régissent les relations entre les citoyens pour une vie ordonnée ont été prises par eux-mêmes.

### Histoire contemporaine
Lors de la guerre de Succession d'Espagne, le duc Louis-Joseph de Vendôme se bat contre les Autrichiens dans la région du Trentin occidental. C'est pendant cette guerre que sera détruit le château de Penede à Nago. Il n'en reste aujourd'hui que des ruines.

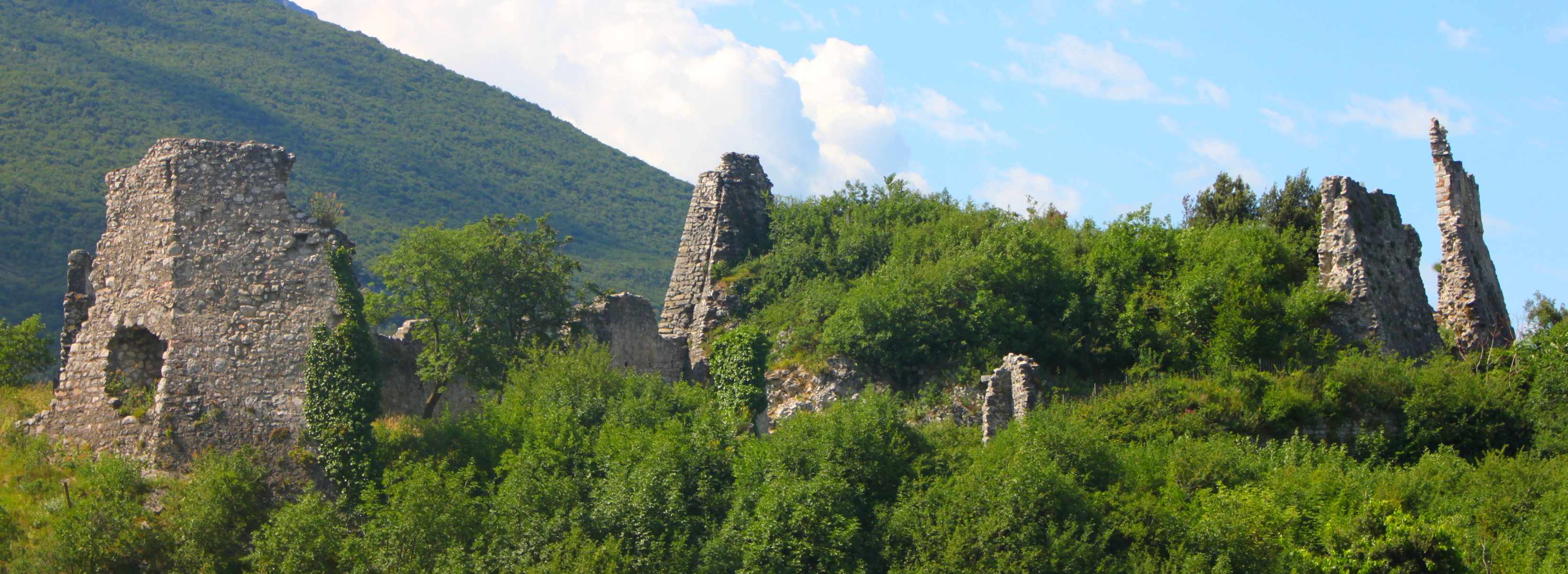
Ruines du château de Penede à Nago

Lors de la 1re campagne d'Italie (1796-1797), Napoléon Bonaparte décide de prendre les Autrichiens par leurs arrières, c'est la manœuvre de la bataille de Bassano ; elle débute le 2 septembre 1796 par le combat de Nago.
Le général de division Claude Henri Belgrand de Vaubois part avec 11 bataillons ; son avant-garde commandée par le général Saint-Hilaire attaque furieusement celle du général autrichien Reuss à Nago et réussit à prendre le pont sur la rivière Sarca.

Néanmoins la bataille fut rude et Vaubois installera une ligne de défense entre le lac de Garde et Rivoli que l'armée autrichienne ne pourra franchir.
Au gré des guerres napoléoniennes, la région du Trentin changea plusieurs fois de souverain. En 1810, après avoir appartenu brièvement au royaume de Bavière, et par la volonté de Napoléon Ier, le Tyrol méridional et la région du Trentin seront rattachés au royaume d'Italie. Mais après l'abdication de l'empereur, le congrès de Vienne en 1815, rend la région du Trentin-Haut-Adige à l'empire d'Autriche.
Complètement évacuée comme tous les autres villages de la région pendant la Première Guerre mondiale, car se trouvant sur la ligne de front du conflit entre le royaume d'Italie et l'Empire austro-hongrois, Nago-Torbole devra attendre la fin de la guerre pour refaire partie du royaume d'Italie.
À nouveau annexée par le Troisième Reich lors de la Seconde Guerre mondiale, et rattachée par le Parti national fasciste à Riva del Garda, Nago-Torbole ne retrouvera son autonomie qu'en 1958.

## Économie

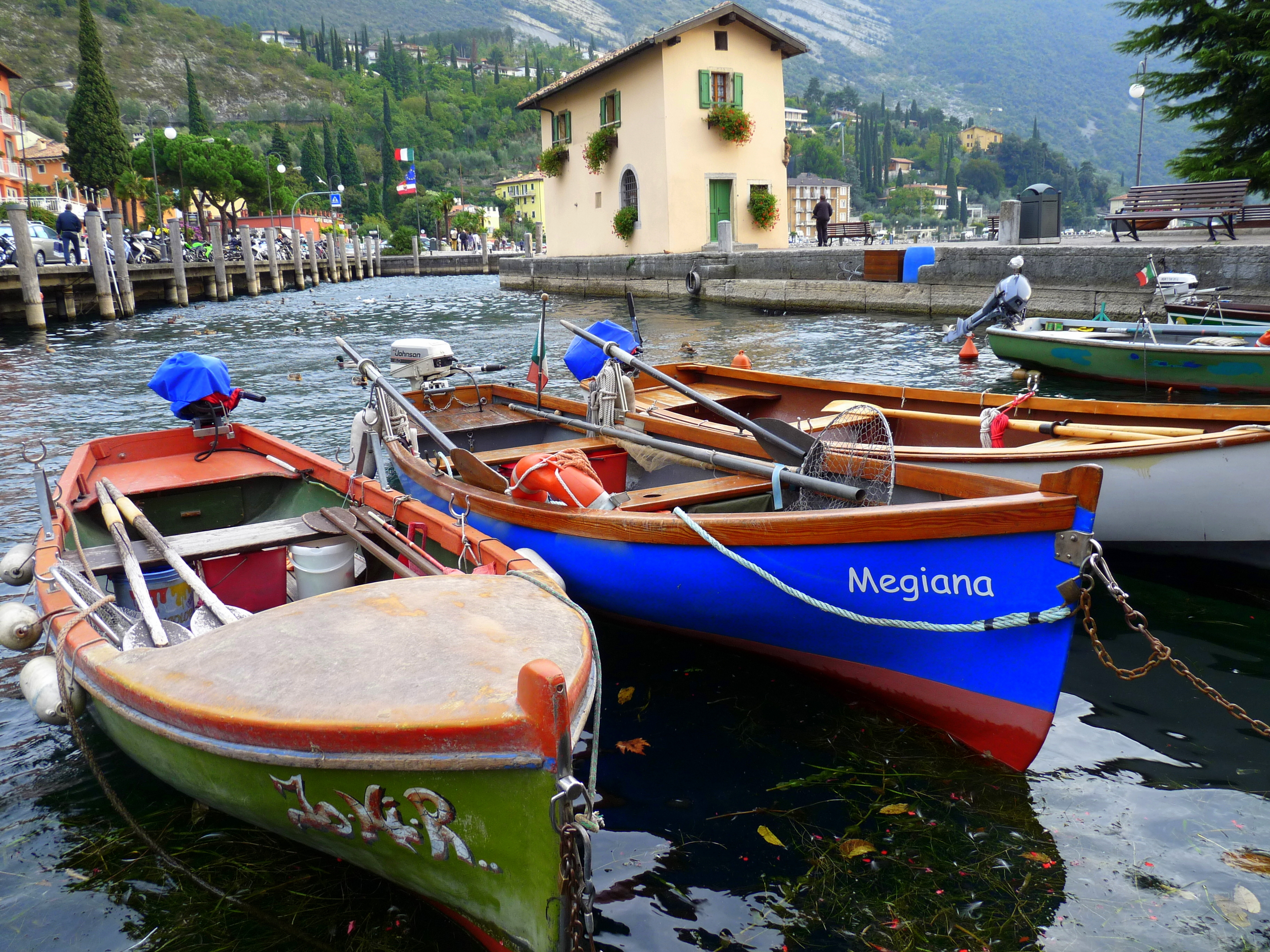
Le petit port de Torbole avec au fond l'ancien poste de douane.

Jusqu'au début du XXe siècle, les habitants de la commune de Nago-Torbole vivaient presque exclusivement de l'agriculture et de la pêche. Le petit port de Torbole était autrefois un des ports les plus fréquentés du lac de Garde supérieur. Il en était l'un des plus importants moyens de communication entre la plaine du Pô et la région de Trente et du Tyrol. De grands bateaux à voiles pour décharger des produits aussi différents que du sel, des agrumes, du bois, du blé ou des métaux. 
Aujourd'hui on y trouve encore quelques barques amarrées ainsi que l'ancien poste de douane autrichien datant du XVIIIe siècle.
Le tourisme commença à se développer alors que la commune ainsi que toute la rive nord du lac appartenait encore à l'empire autrichien mais connut son essor à partir de 1958 dès lors qu'elle retrouva son autonomie économique.
Aujourd'hui, la majorité de la population vit grâce au tourisme et notamment à la présence de nombreux hôtels, restaurants, magasins, campings qui attirent de nombreux touristes venus profiter des nombreuses activités que proposent le lac et la région environnante.

## Arts, culture et lieux d'intérêt

### Nago

#### Forte di Nago

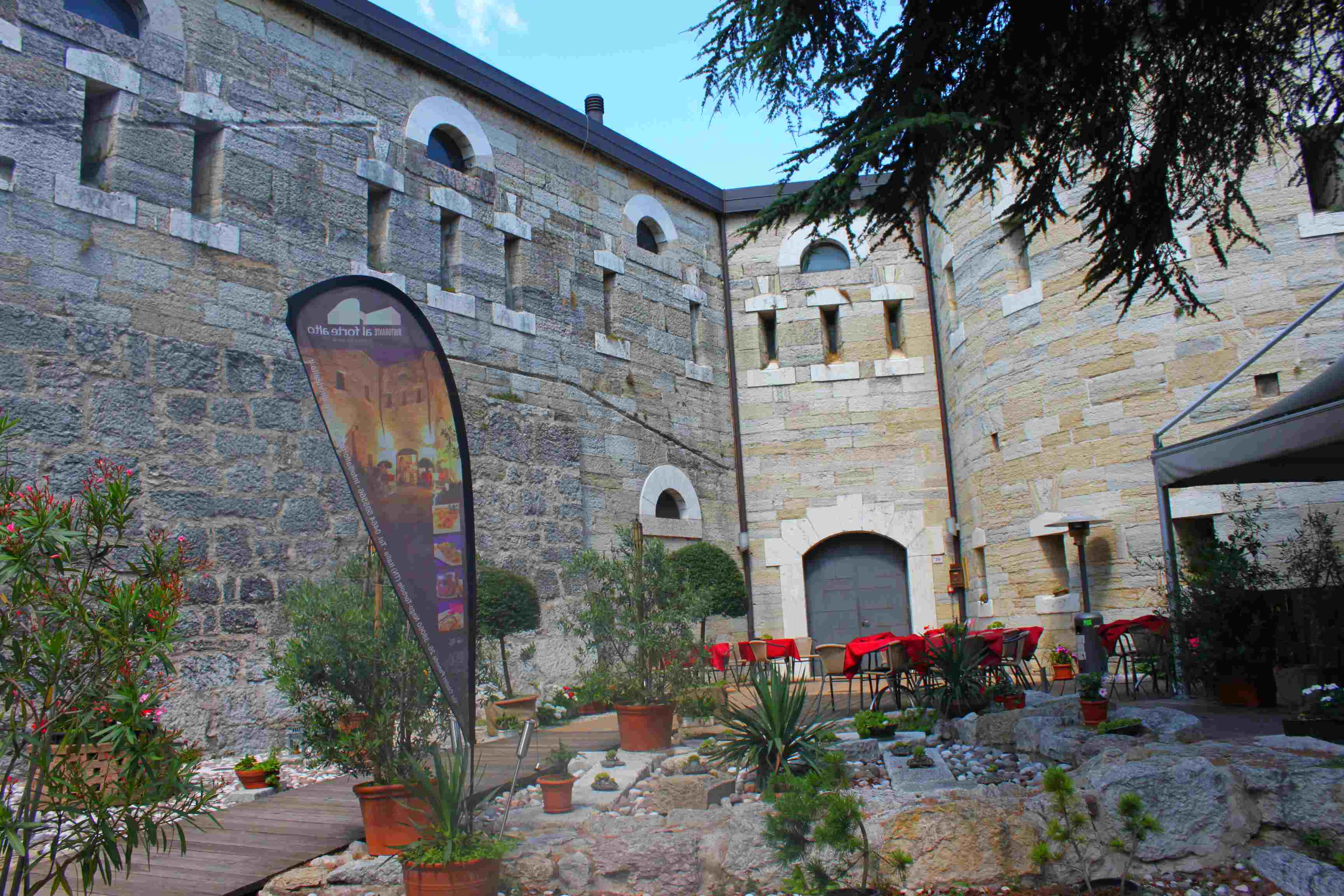
Le restaurant Al Forte Alto.

Cette fortification construite sous la domination de l'Empire austro-hongrois fut mise en place à l'époque pour garder la route menant à Torbole et celle qui mène à la passe San Giovanni. Si sa construction fut approuvée le 21 décembre 1858 à Vienne et la première pierre fut posée en juin 1860, il fut terminé en janvier 1861.
Il consiste en deux sortes de casemates situés à des niveaux différents de part et d'autre de la route et reliés à l'époque par un mur.
Très peu abimé par les guerres, il est aujourd'hui parfaitement restauré et abrite le musée municipal ainsi qu'un restaurant.

#### Les ruines du Castel di Penede
C'est certainement le plus vieil édifice de Nago-Torbole ; on trouve sa trace dans des documents datant de 1210, ce qui fut un village préhistorique fortifié devint un château-fort appartenant aux Comtes D'Arco.
Fortement contesté pendant la guerre qui opposait les Guelfes et Gibelins, il devint la possession des troupes vénitiennes du Condottiere Erasmo da Narni en 1438.
Il fut détruit en 1703 par l'armée du Duc de Vendôme pendant la guerre de Succession d'Espagne. Après avoir été fortifié pendant la Première Guerre mondiale, il est aujourd'hui à l'état de ruine et offre une vue magnifique sur le lac de Garde.

#### Marmitte dei Giganti

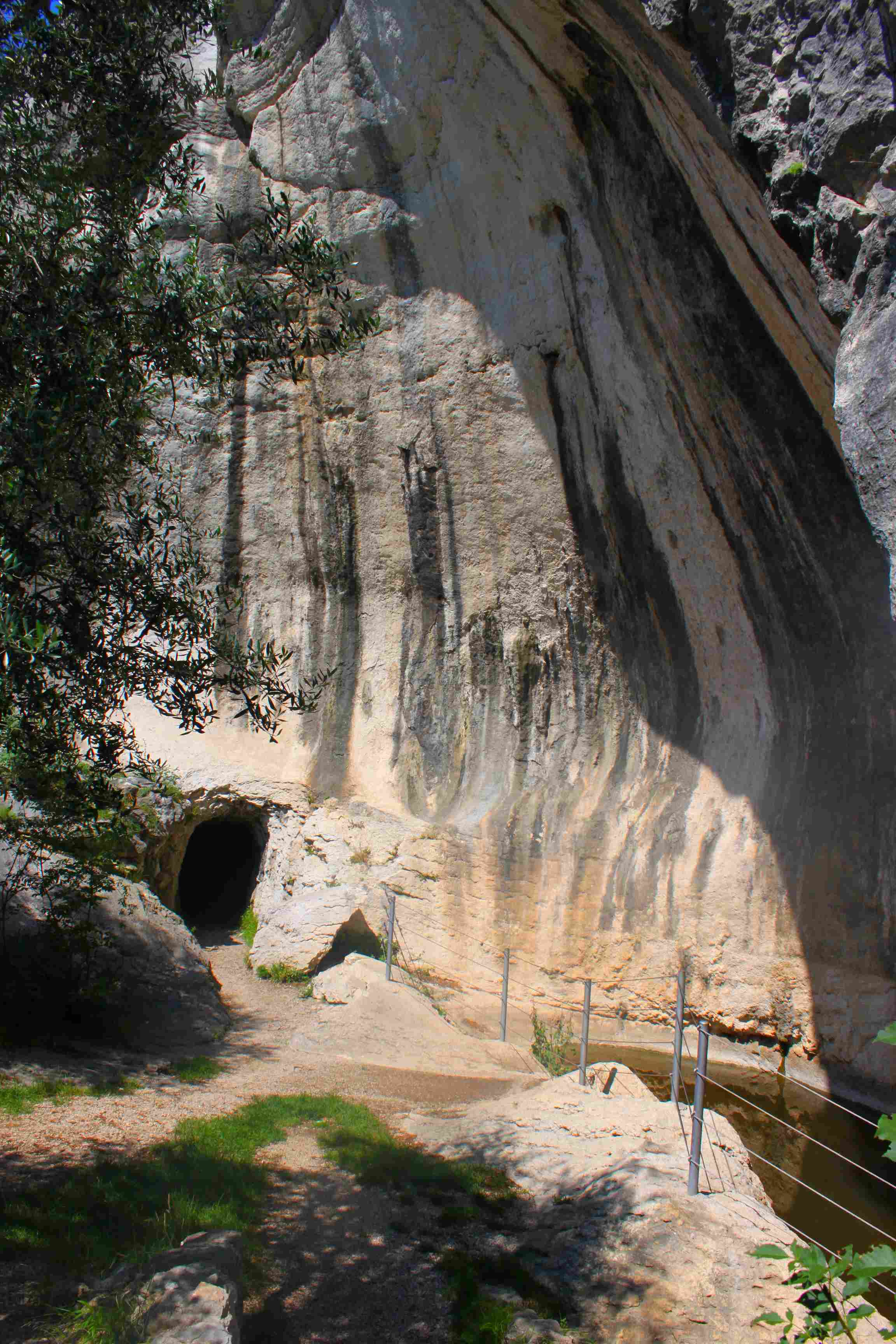
Marmitte dei Giganti

Située dans la descente de Nago vers le lac et l'embouchure de la rivière Sarca, on peut voir des indications menant vers la "Marmitte dei Giganti" (la marmite des géants). Il s'agit d'immenses cavités formées dans la roche calcaire par la fonte des glaciers pendant le Quaternaire. Ces cavités atteignent 4 à 5 m de diamètre et des profondeurs allant de 10 à 12 m et, selon la légende, servaient d'abreuvoirs pour les géants.

#### L'église della Santissima Trinità
Elle fut construite au début du XVIIe siècle pour la fraternité de la Sainte Trinité. L'autel principal est en marbre sur lequel se trouve une sculpture en bois précieux qui représente la Sainte Trinité et dont l'auteur est un sculpteur tyrolien du XVe siècle. Les deux autels situés de part et d'autre de l'autel principal sont en bois et dédiés à saint François d'Assise et saint Charles Borromée. Il y a aussi une peinture du XIXe siècle représentant la  Madonne dell'Aiuto.

#### L'église di San Vigilio
L'église paroissiale di San Vigilio, dans sa forme actuelle, date de la fin du XVIe siècle mais on trouve sa trace dans un document de 1203 concernant un litige entre les habitants de Nago et l'évêque de Trente, Conrad de Beseno. Au vu de son importance à l'époque, elle fut transformée en collégiale.
En 1536 lors de la visite pastorale, les villageois furent invités par les envoyés de l'évêque à reconstruire l'église. L'orientation de la nef fut changée avec l'abside orientée à l'ouest et l'entrée tournée vers l'est contrairement à la tradition. En plus de l'autel principal datant de 1741, il y ceux de Santo Stefano, de Notre Dame du Rosaire, de sainte Thérèse de Lisieux et de saint Antoine de Padoue qui comprend un retable de la Vierge et l'enfant peint par Bartolo Tomasini. Entre 1920 et 1921, le peintre romain Giustianini fit les seules peintures murales qui représentent les douze apôtres en médaillons au plafond de l'édifice.
À la fin de la Seconde Guerre mondiale, compte tenu du nombre croissant de fidèles, l'église fut agrandie avec la construction d'un transept en forme de croix latine. Saint Vigilio di Trento est le Saint Patron de Nago.
Nago compte deux autres églises, San Zeno datant probablement du XIIe siècle qui fut habitée par des moines ermites jusqu'à la fin du XVIIIe siècle et San Rocco datant du XVIe siècle qui fut bâtie sur les ruines d'un ancien Lazaret.

### Torbole

#### L'église di Sant'Andrea

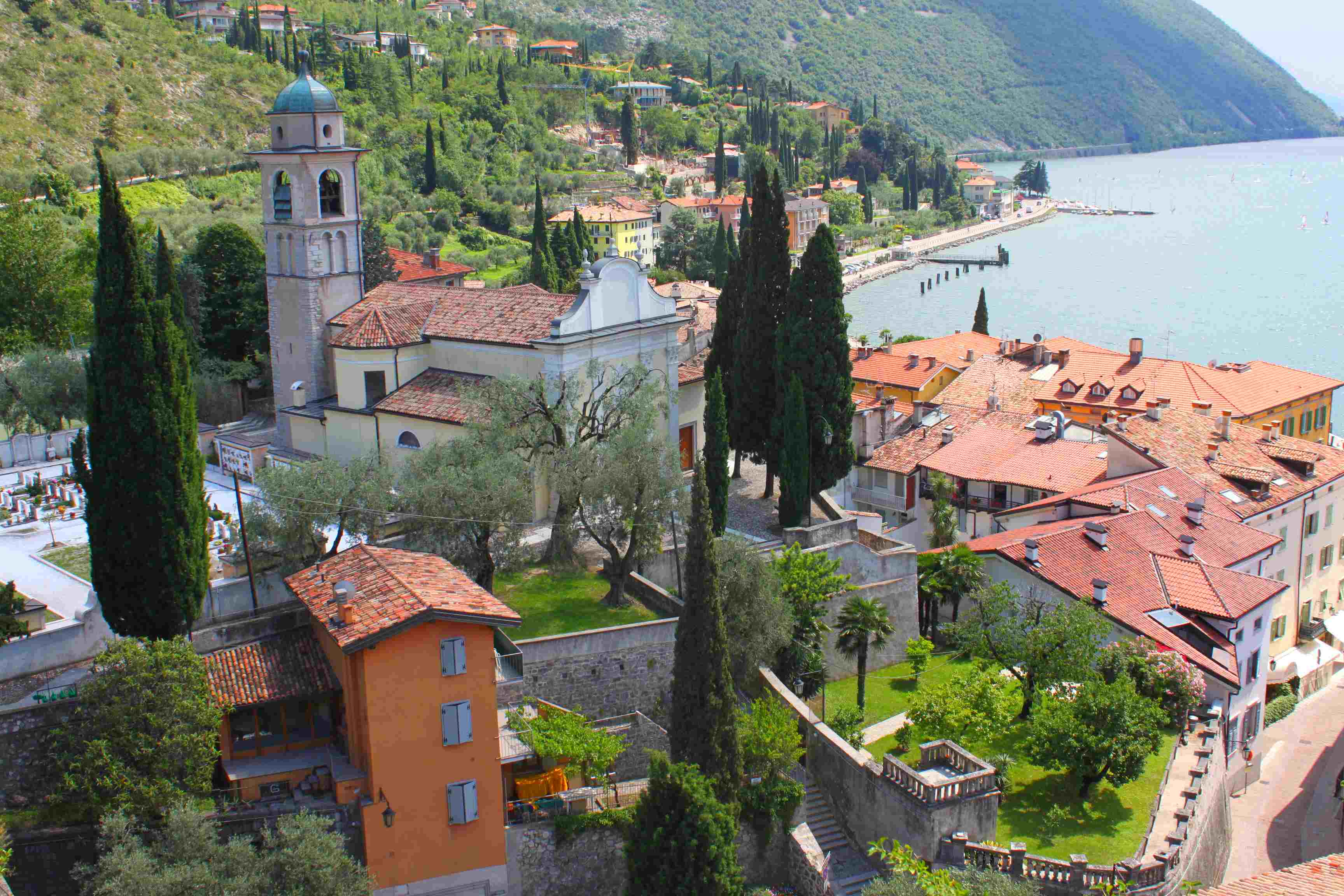
Sant'Andrea et son parvis.

L'église de Sant'Andrea, le saint patron des pêcheurs, est située sur les hauteurs de Torbole. On trouve trace de sa présence dans des archives datant de 1175, ainsi que dans un document du pape Lucius III datant de 1183. 
Partiellement détruite en 1703, elle fut reconstruite dans un style baroque tardif (rococo)en incluant des éléments architecturaux anciens comme en témoignent les dates 1496 et 1512 sculptées sur les bases de l'arche du transept.
Le retable de l'abside peint par le peintre véronais Giambettino Cignaroli (1706 - 1770) représente le martyre de l'apôtre André. Les deux allées abritent des statues en bois de saint Joseph et de la Madone de Romani (du nom de son donateur).
Sur le parvis panoramique se trouve la pierre tombale du traducteur germaniste des poètes allemands, Vincenzo Errante (it) (1890-1951)

#### La Colonia Pavese

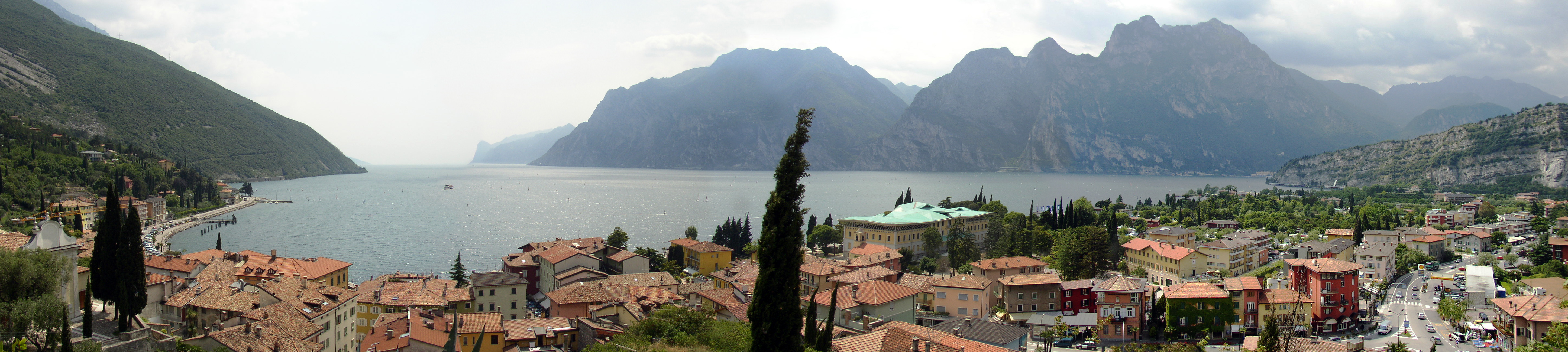
Sur cette vue panoramique de Torbole, on distingue l'ancienne Colonia Pavese et son toit bleu azur.

Ce bâtiment fut construit en 1906 et fut le prestigieux "Grand Hotel Torbole", haut lieu du tourisme du lac de Garde pendant la Belle Époque. En 1929, l'hôtel fut converti en centre de santé pour les enfants de la province de Pavie et ce jusqu'au milieu des années 1970, avec une fermeture pendant la Seconde Guerre mondiale.
En 1939 une église, Santa Maria al Lago, fut construite à côté du centre de santé. Elle sert maintenant pour les cérémonies paroissiales de Torbole.
Aujourd'hui, cette importante bâtisse doit être rénovée et servir pour la communauté de Nago-Torbole. Les deux premiers étages devront accueillir les bureaux municipaux, le rez-de-chaussée servira de magasin et les bureaux de la fonction publique qui gère l'ex colonie et son parc seront situés au troisième étage. Les travaux ont commencé en 2002 avant de s'arrêter au bout de trois ans. Le coût de l'ensemble des travaux devrait dépasser les dix millions d'euros.
Néanmoins, il engendre de nombreuses divergences au sein du conseil municipal, l'étude d'une station thermale étant aussi à l'ordre du jour.

#### Casa Beust

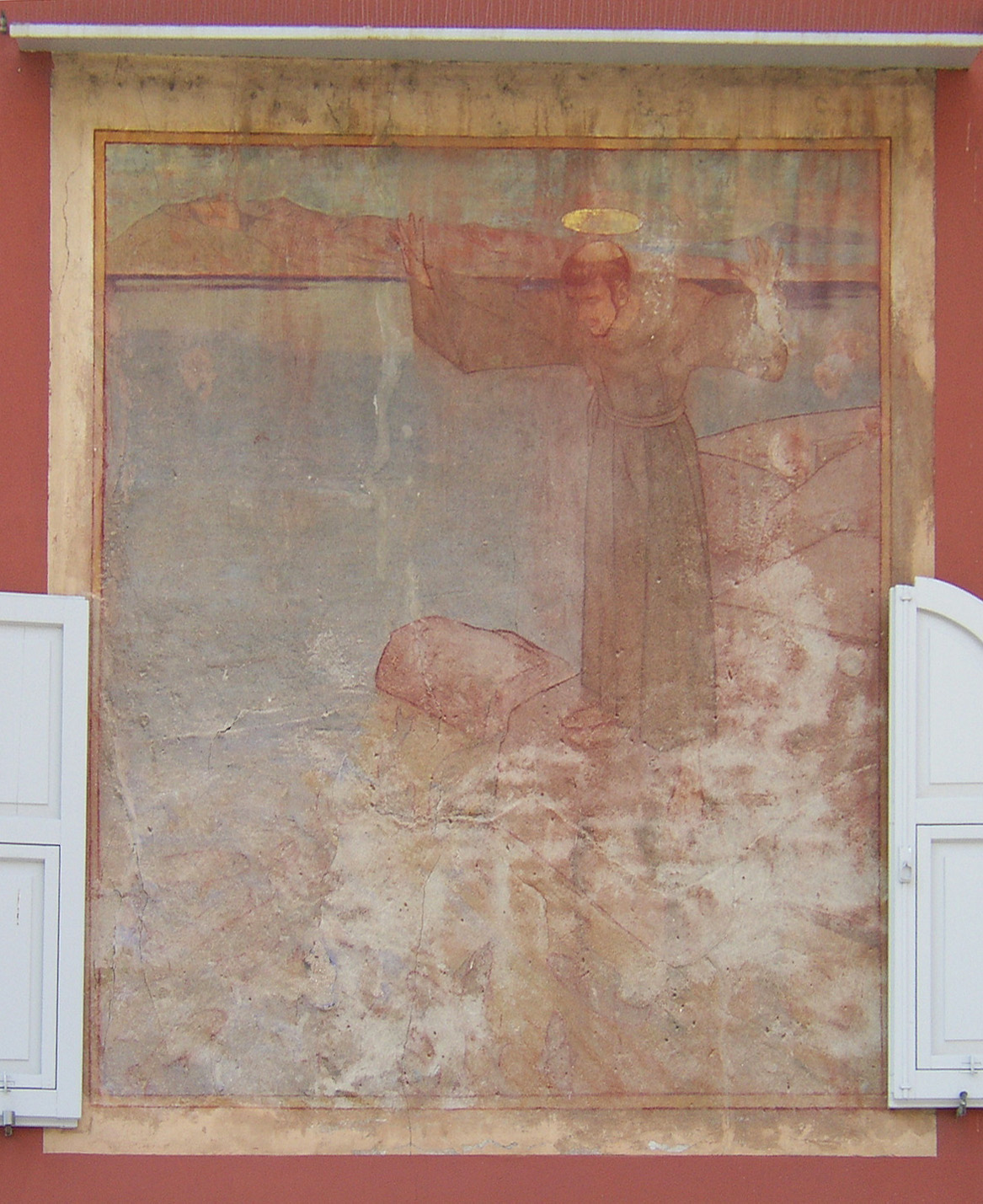
la fresque de la Casa Beust.

Cette maison construite au XVe siècle et située en face du port, est ornée d'une fresque du peintre berlinois Hans Lietzmann (de) (1872-1955) représentant saint Antoine prêchant aux poissons. Arrivé en 1899 à Torbole, Lietzmann participera à la restauration des peintures de l'église Sant'Andrea et fondera une école appelée "Männlicher Akt im Freien" et consacrée au nu qui attirera de nombreux artistes majeurs à Torbole.
Lietzmann décèdera à Riva del Garda en 1955 et sera enterré dans le cimetière de Torbole. Ses nombreux tableaux resteront à Torbole et dans la région de l'Alto Garda.

#### Les sculptures de Cian
Le sculpteur italien Fernando Ciancianaini (1889-1954), alias Cian, a vécu et travaillé de nombreuses années à Torbole à la Villa Cian. Ses œuvres en Terracotta sont visibles dans les différentes places publiques, églises et hôtels de la région. À Torbole, on lui doit entre autres un buste en bronze de Goethe situé à la Piazza degli Alpini ainsi qu'un buste de Dante Alighieri dans le jardin public près du bureau d'information.

### Le séjour de Goethe

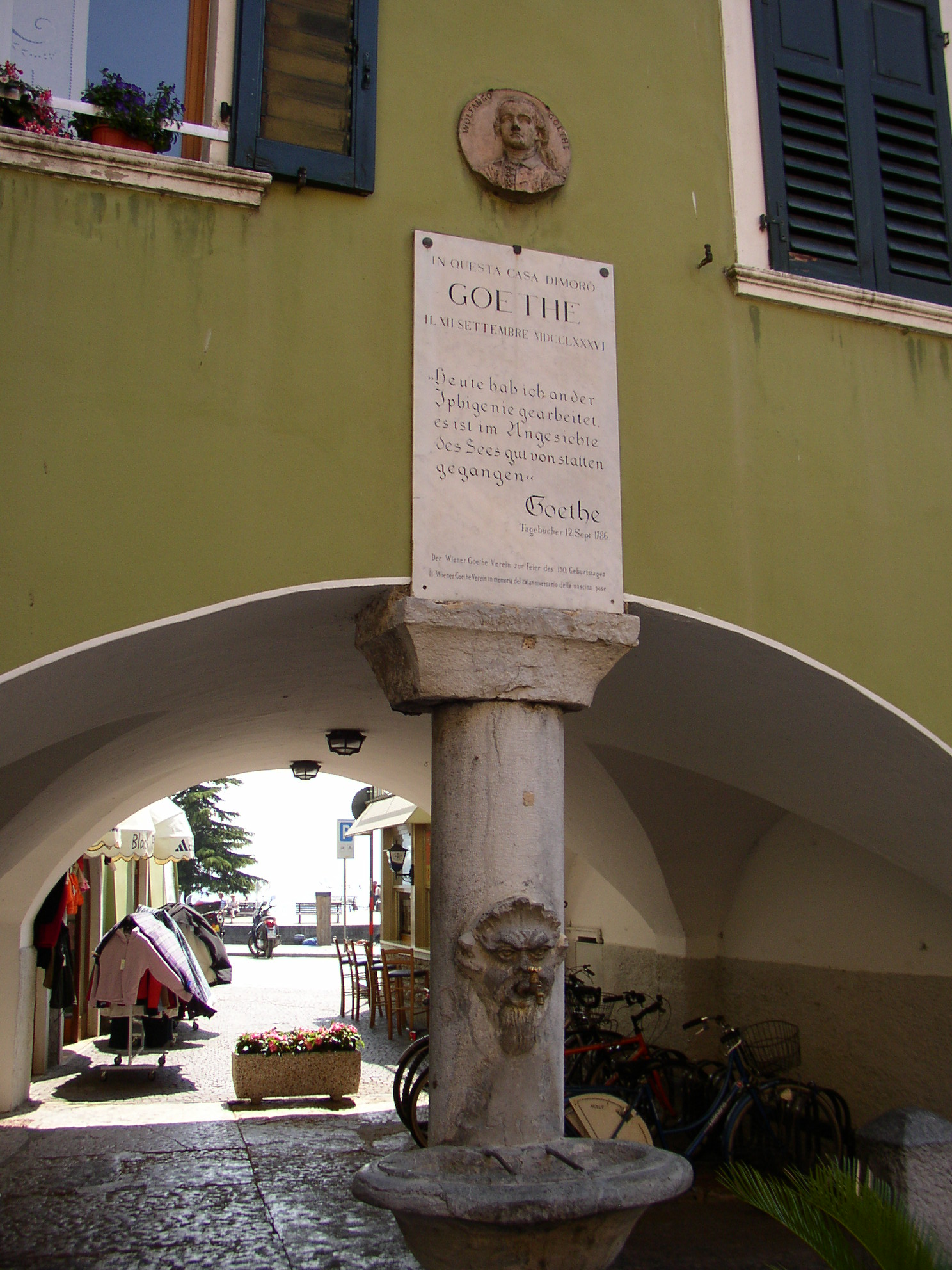
Plaque commémorant le séjour de Goethe dans la commune.

Lors de son Voyage en Italie qui débuta le 3 septembre 1786, le poète, écrivain et dramaturge allemand, Johann Wolfgang von Goethe fit un court séjour à Torbole. Arrivant d'Autriche par le col du Brenner en direction de Vérone, il bifurqua vers le lac de Garde à Rovereto et atteignit celui-ci par le col de Loppio. Il s'installa le soir du 12 septembre 1786 à Torbole dans la maison des frères Alberti. Il en repartit en bateau tôt le lendemain matin à partir du petit port de Torbole.
Aujourd'hui une plaque commémorative en terracotta et un médaillon en bronze orne la Casa Alberti, juste au-dessus de la fontaine. On peut y lire l'inscription suivante: "In questa casa dimorò Goethe il XII Settembre MDCCLXXXVI. Heute hab ich an der Iphigenie gearbeitet, es ist im Angesichte des Sees gut von statten gegangen" ("Dans cette maison demeura Goethe le 12 septembre 1786. Aujourd'hui j'ai travaillé sur Iphigénie, avec la vue sur le lac tout s'est bien passé").
La plaque commémorative a été offerte par le Wiener Goethe Verein pour fêter l'anniversaire des 150 ans de la présence de Goethe à Torbole.

## Sports
Les vents constants permettent tout au long de l'année la pratique du nautisme, que ce soit à bord  d'un voilier ou sur une planche à voile. Le lac de Garde est une des meilleures destinations européennes pour les régates. Des compétitions internationales et mondiales y sont organisées tous les ans. Les conditions de vent et la hauteur des vagues y sont idéales autant pour les skippers et les surfeurs confirmés que pour les débutants.
On peut aussi y pratiquer l'escalade sur la falaise du belvédère à Nago. On y trouve quarante-six voies aménagées allant de la difficulté 4a à 7b, dont trente sous la difficulté 6a.
On y pratique aussi la randonnée pédestre et le VTT

### Circolo Vela Torbole
Le cercle de voile de Torbole, également connu sous l'acronyme CVT, a été créé en 1964 et fait partie de la fédération italienne de voile. Il compte plus de 300 membres, ce qui en fait un des plus importants d'Italie et d'Europe. Les régates qu'il organise sont souvent considérées comme internationales, ceci étant dû à la participation constante de champions olympiques et d'équipes nationales au grand complet.

### Circolo Surf Torbole
Le club des surfers de Torbole créé en 1979, compte plus de 250 membres dont les champions italiens, Cantagalli, Comerlati, Moretti ou Sensini. Son siège est situé dans une villa près de la plage centrale de Torbole et il contribue à la réputation mondiale du windsurfing sur le lac de Garde par son calendrier rempli de compétitions nationales et internationales. Il organisa les championnats du monde professionnels en 1988, 1992 et 2006.

## Administration
| Période                                  | Période | Identité       | Étiquette       | Qualité |
| ---------------------------------------- | ------- | -------------- | --------------- | ------- |
| 29 novembre 2009                         |         | Luca Civettini | Centro-sinistra | Maire   |
| Les données manquantes sont à compléter. |         |                |                 |         |

## Évolution démographique
| 1861 | 1871 | 1881 | 1891 | 1901 | 1911 | 1921  | 1931  |
| ---- | ---- | ---- | ---- | ---- | ---- | ----- | ----- |
| n.c. | n.c. | n.c. | n.c. | n.c. | n.c. | 1 761 | 1 849 |

| 1936  | 1951  | 1961  | 1971  | 1981  | 1991  | 2001  | 2011  |
| ----- | ----- | ----- | ----- | ----- | ----- | ----- | ----- |
| 1 873 | 1 868 | 2 081 | 2 199 | 2 303 | 2 236 | 2 289 | 2 728 |

## Gastronomie

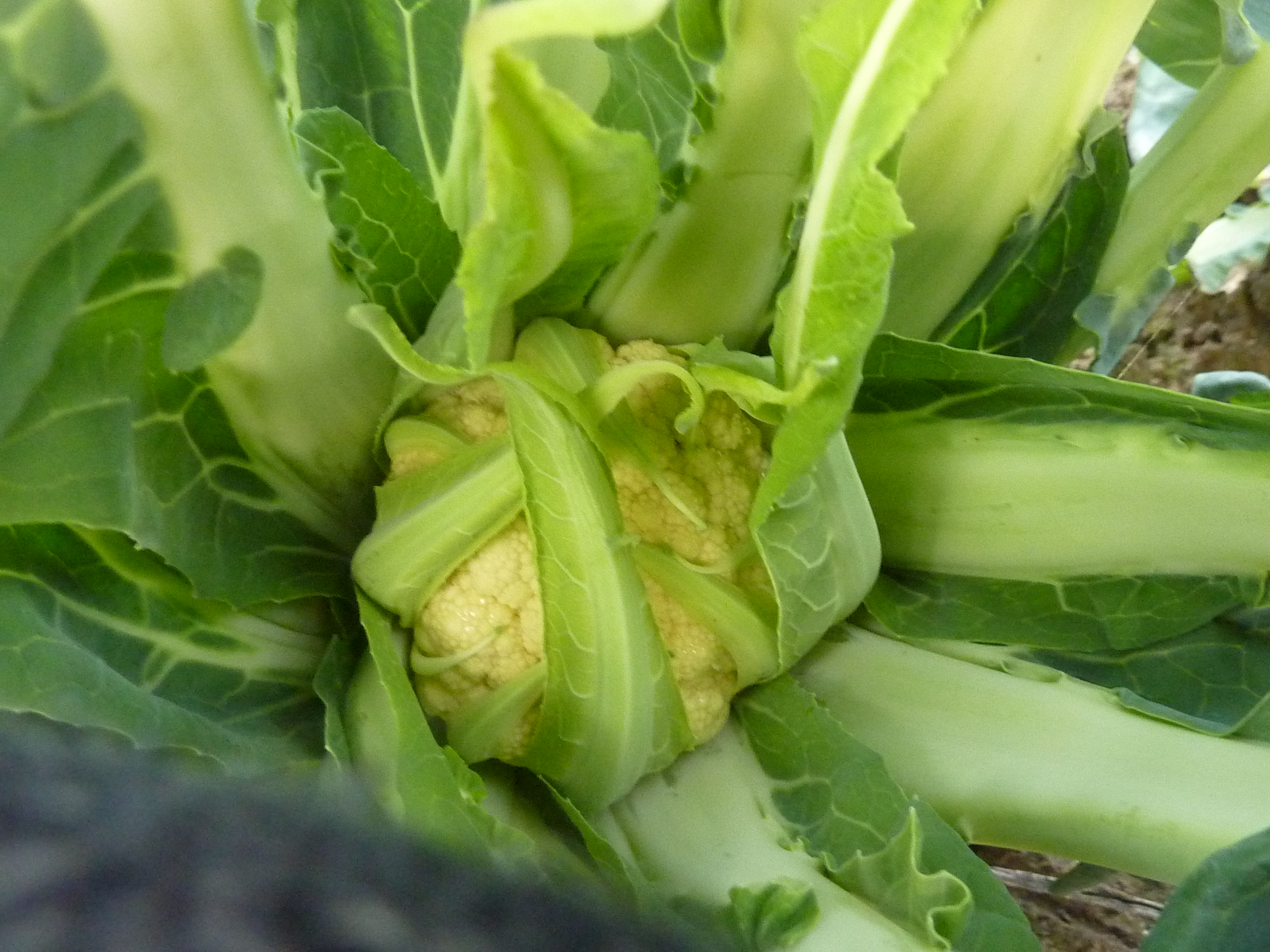
Brocolo de Torbole

La gastronomie locale se réfère à la cuisine typique et simple de la région du Trentin-Haut-Adige comme la polenta et le gibier, mais est enrichie par les apports en poissons de la pêche locale. Des poissons comme la truite saumonée, le grand brochet, la perche ou le corégone lavaret y prennent grandement part.
 La douceur du climat favorise aussi la production d'une huile d'olive locale très aromatique qui donne un goût bien particulier à la cuisine. Les figues, prunes, pêches, pommes font aussi partie de la production locale, mais la grande spécialité de Nago-Torbole est le chou-fleur (brocolo en italien).
Le vent du nord-est créant un microclimat prévenant le gel, le chou-fleur (brassica oleracea L var.Botrytis) de Torbole est une variété spéciale qui au fil des années a acquis de nouvelles caractéristiques. Il pousse rapidement et ne nécessite aucun soin particulier. Pesant entre 400 et 500 grammes, il est récolté de novembre à janvier.

## Hameaux
Torbole, Nago, Tempesta

## Communes limitrophes
Les communes limitrophes sont  Arco, Brentonico, Ledro, Malcesine, Mori et Riva del Garda.

## Galerie

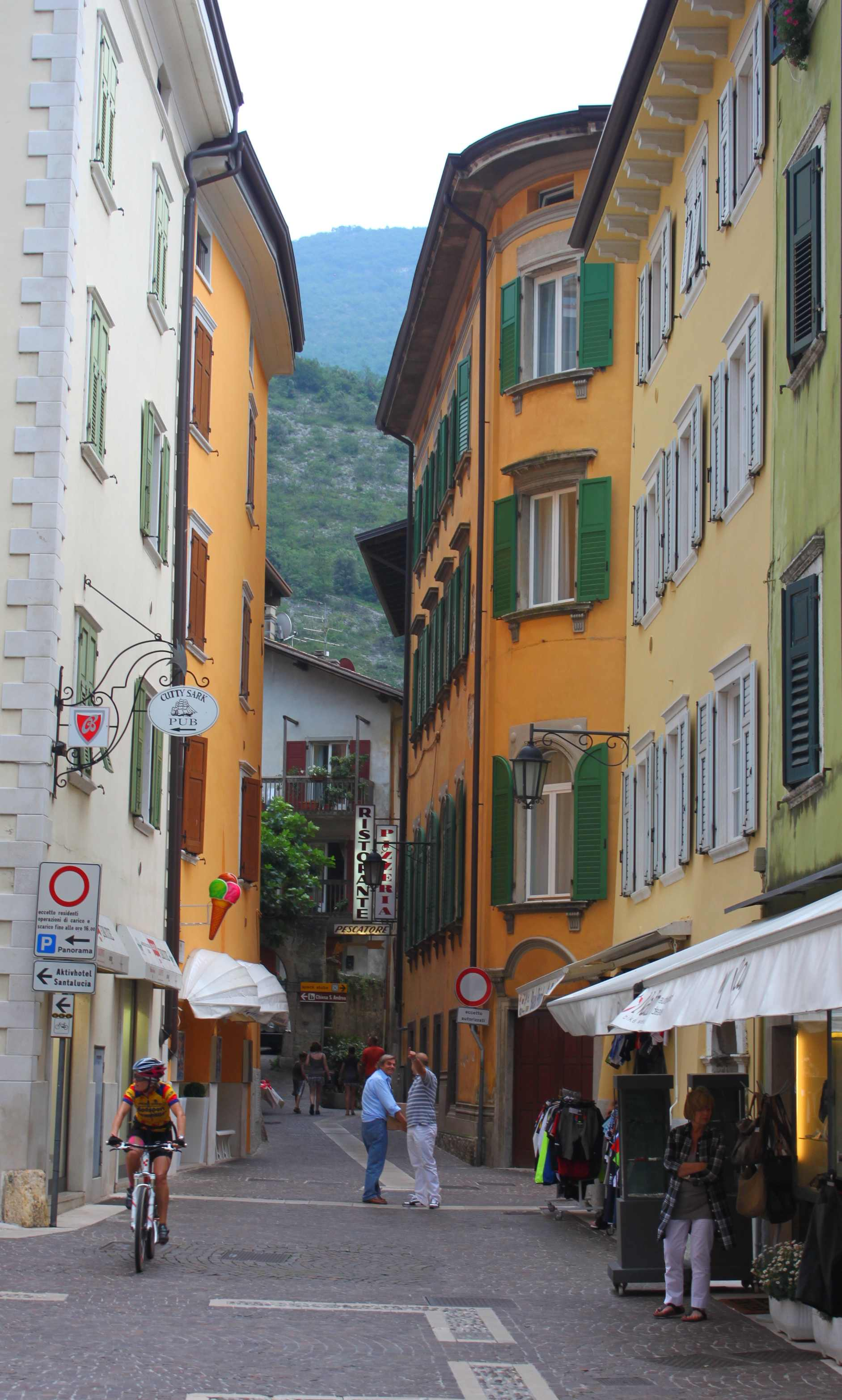
Une ruelle de torbole.
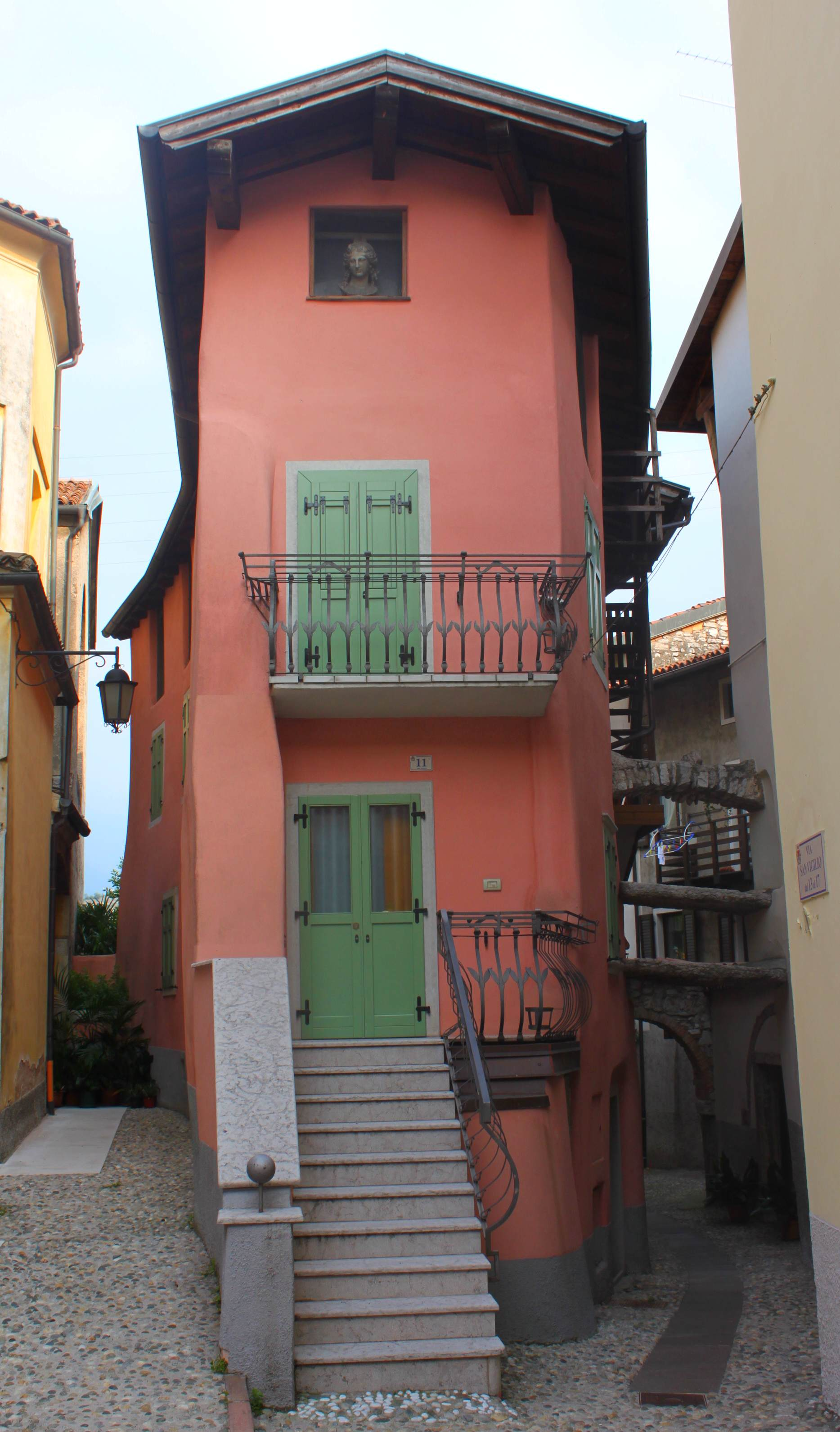
Maison étroite à Nago.
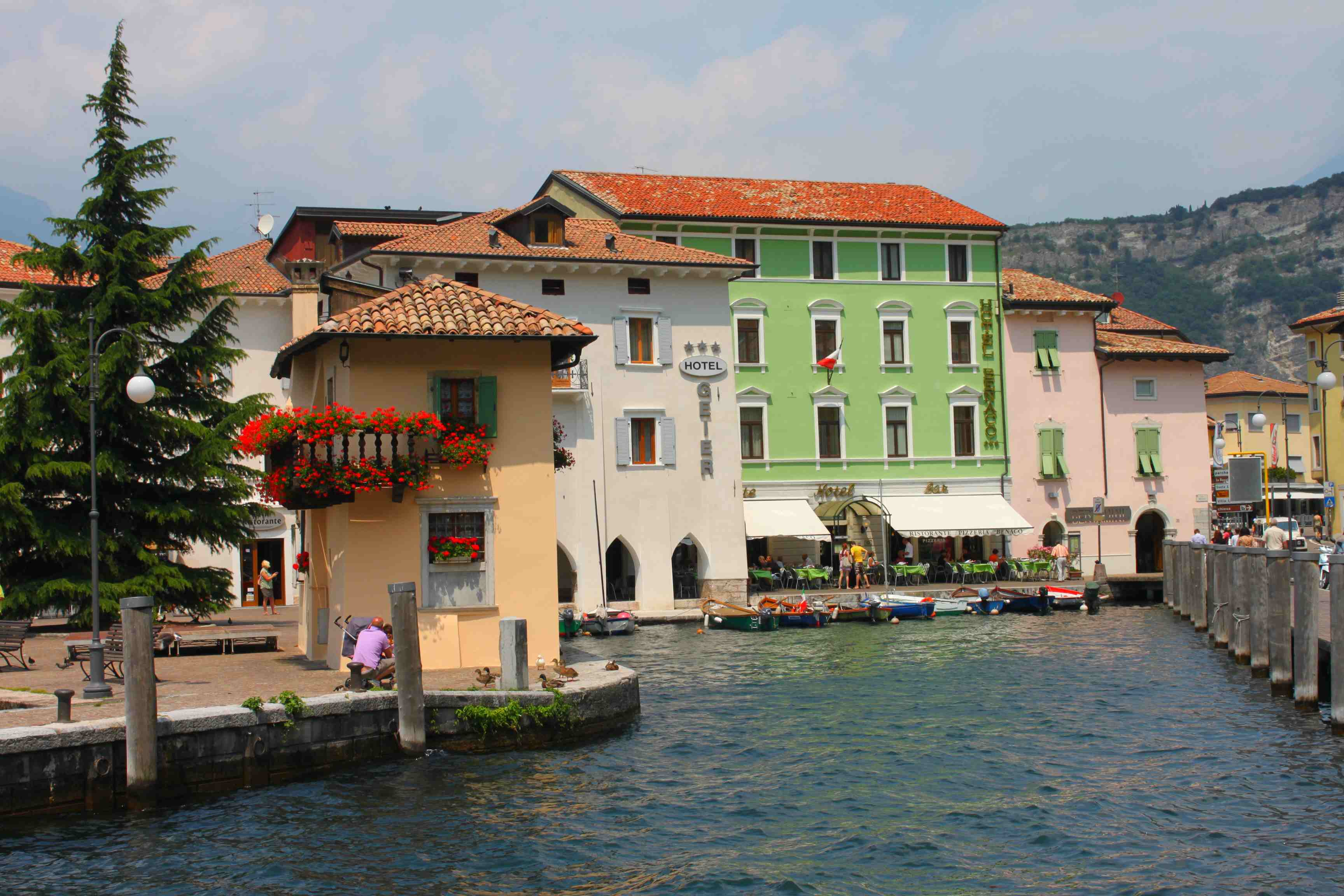
Le vieux port.
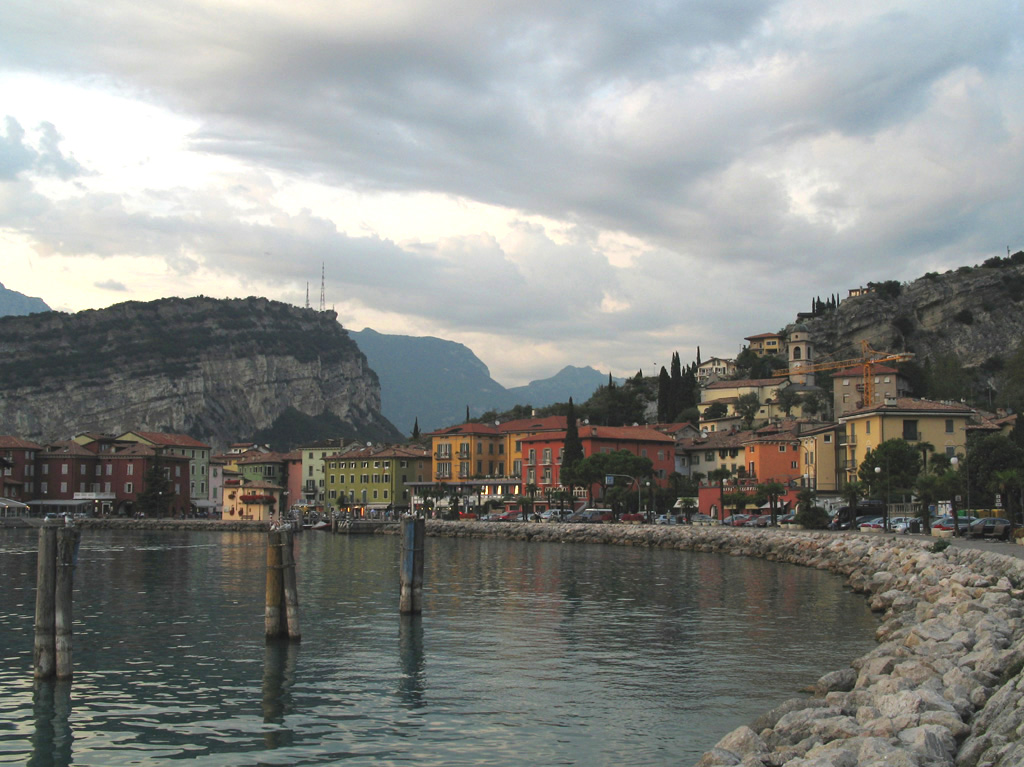
Torbole.
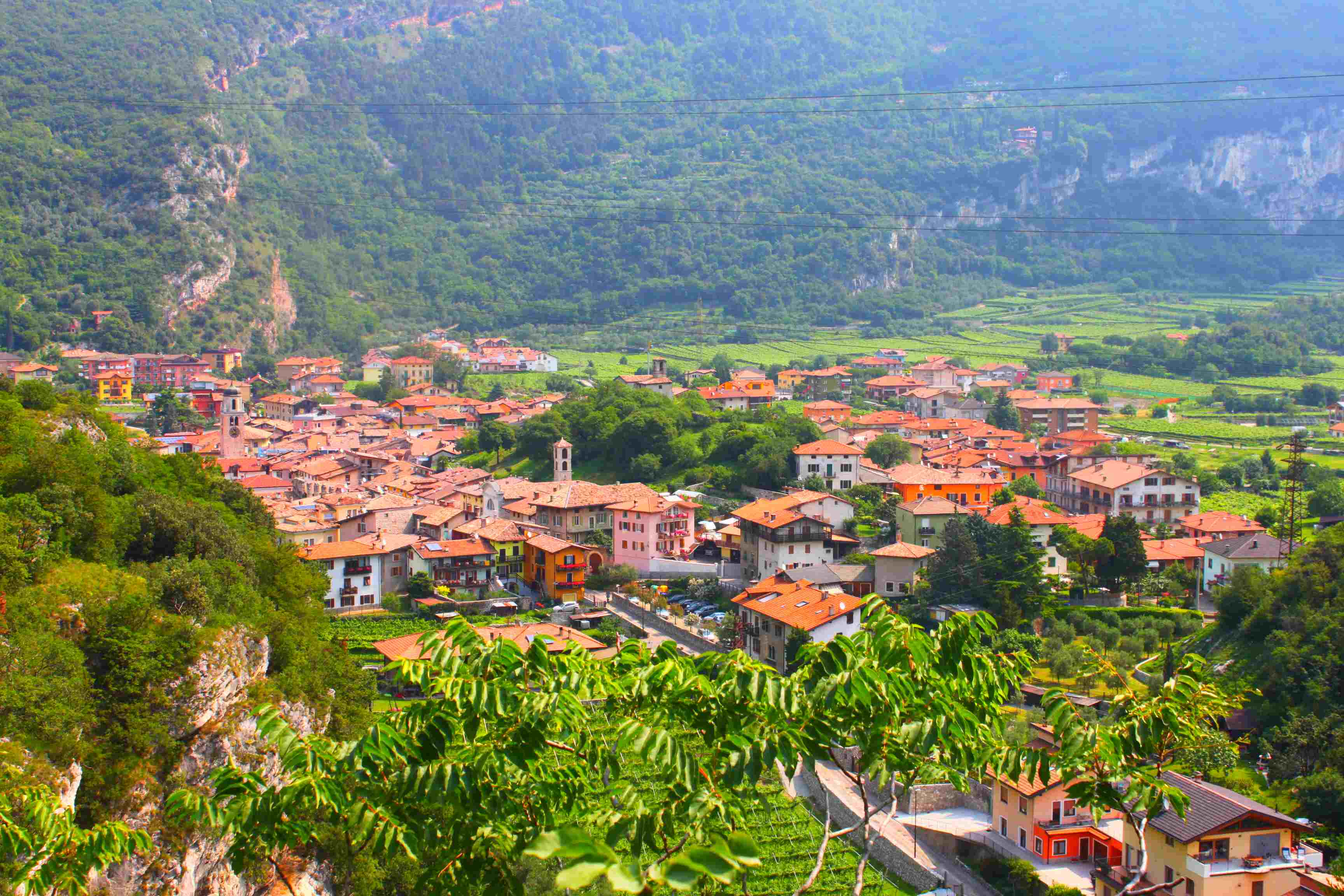
Vue de Nago depuis le Castel Penede.
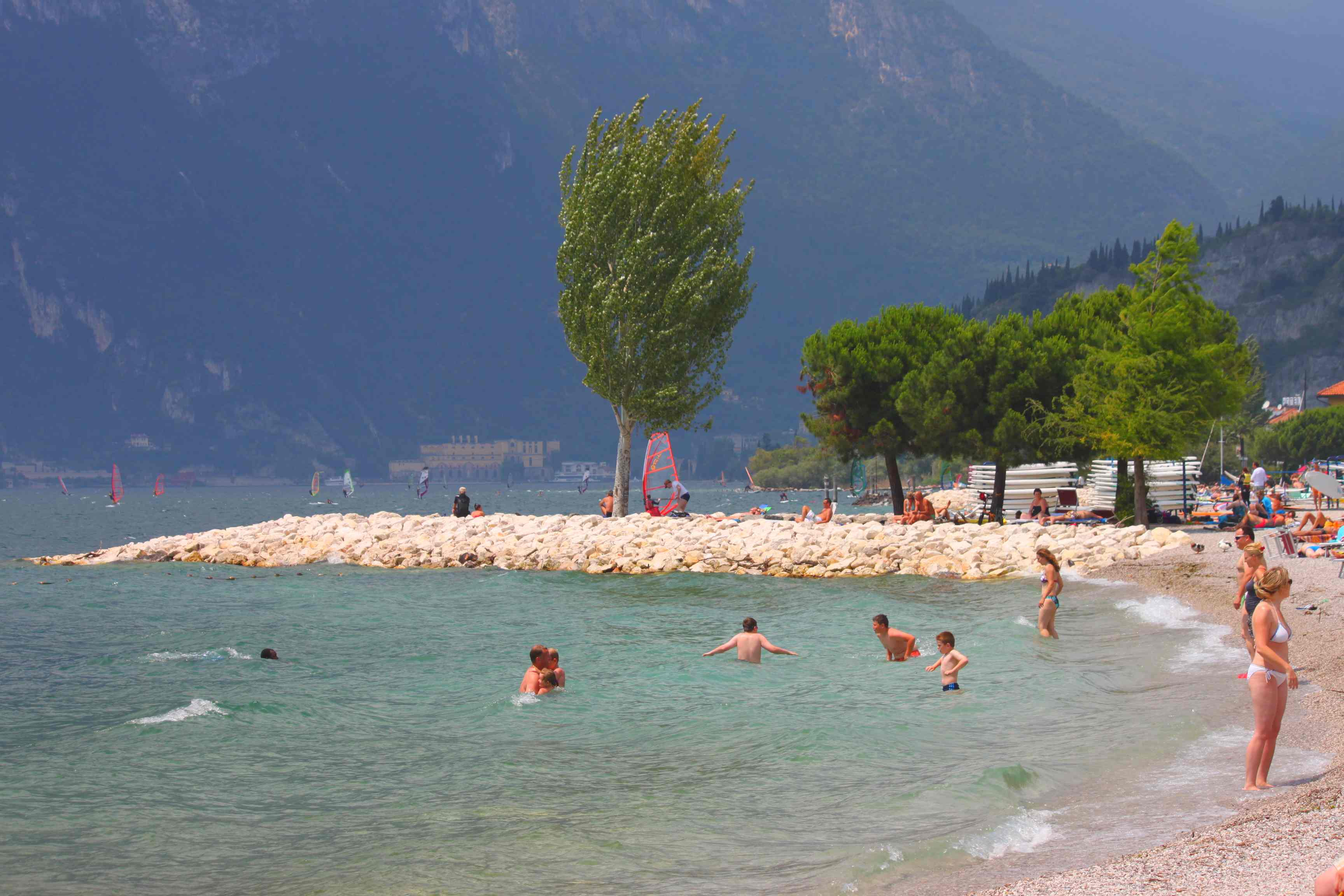
Plage publique de Torbole.
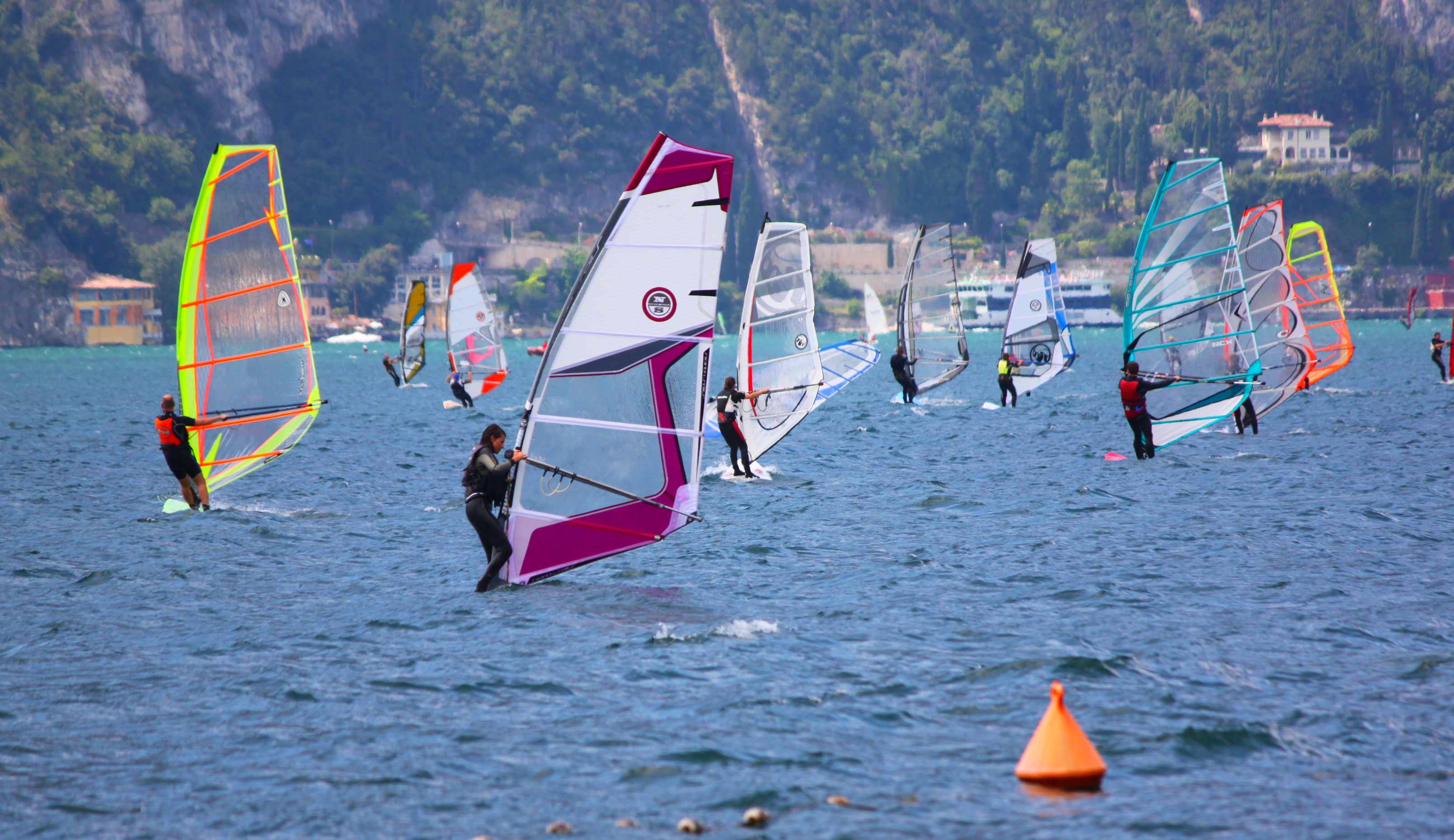
Velliplanchistes à Torbole.
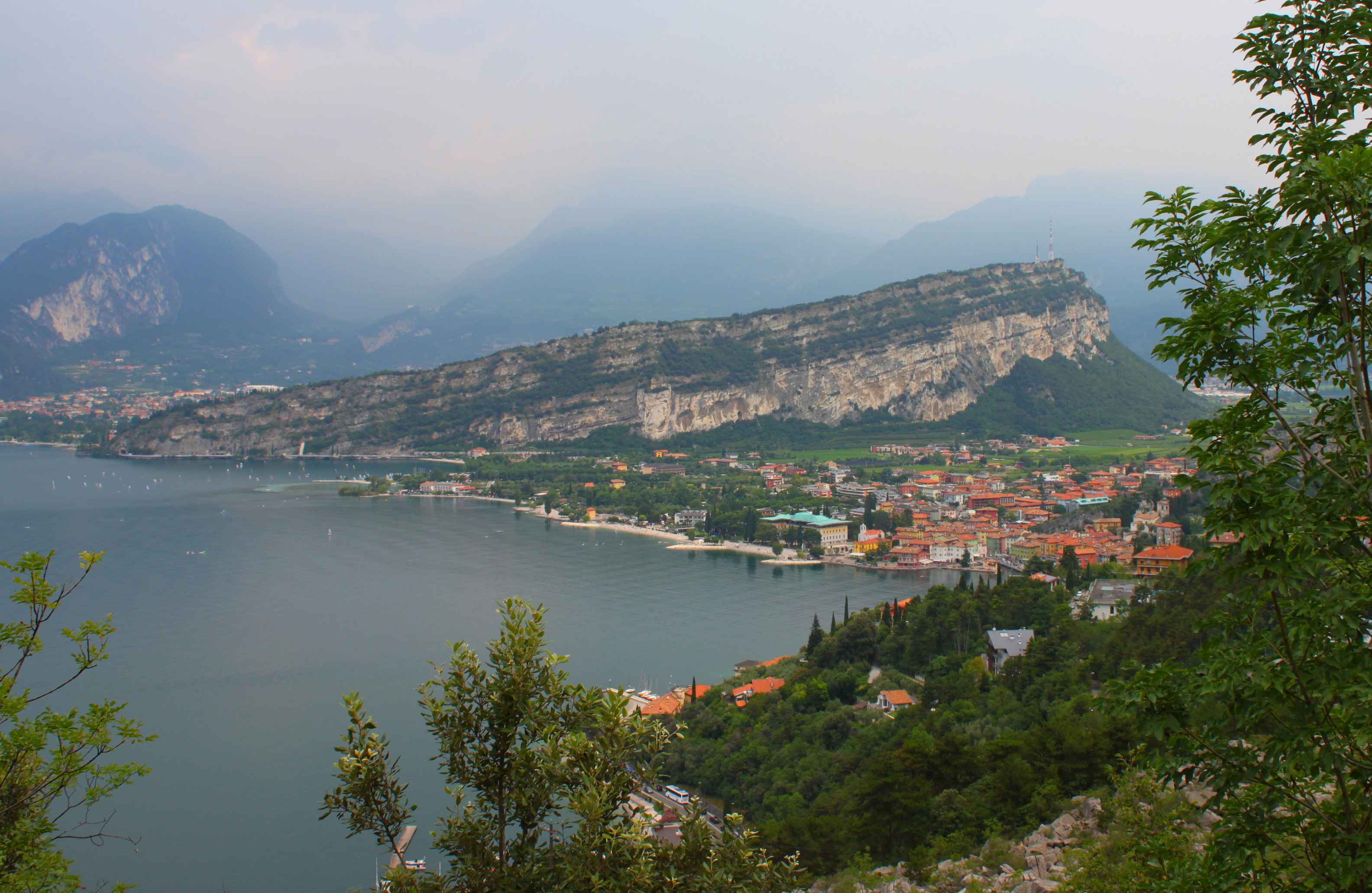
Vue sur Torbole depuis le sentier Busatte à Tempesta.
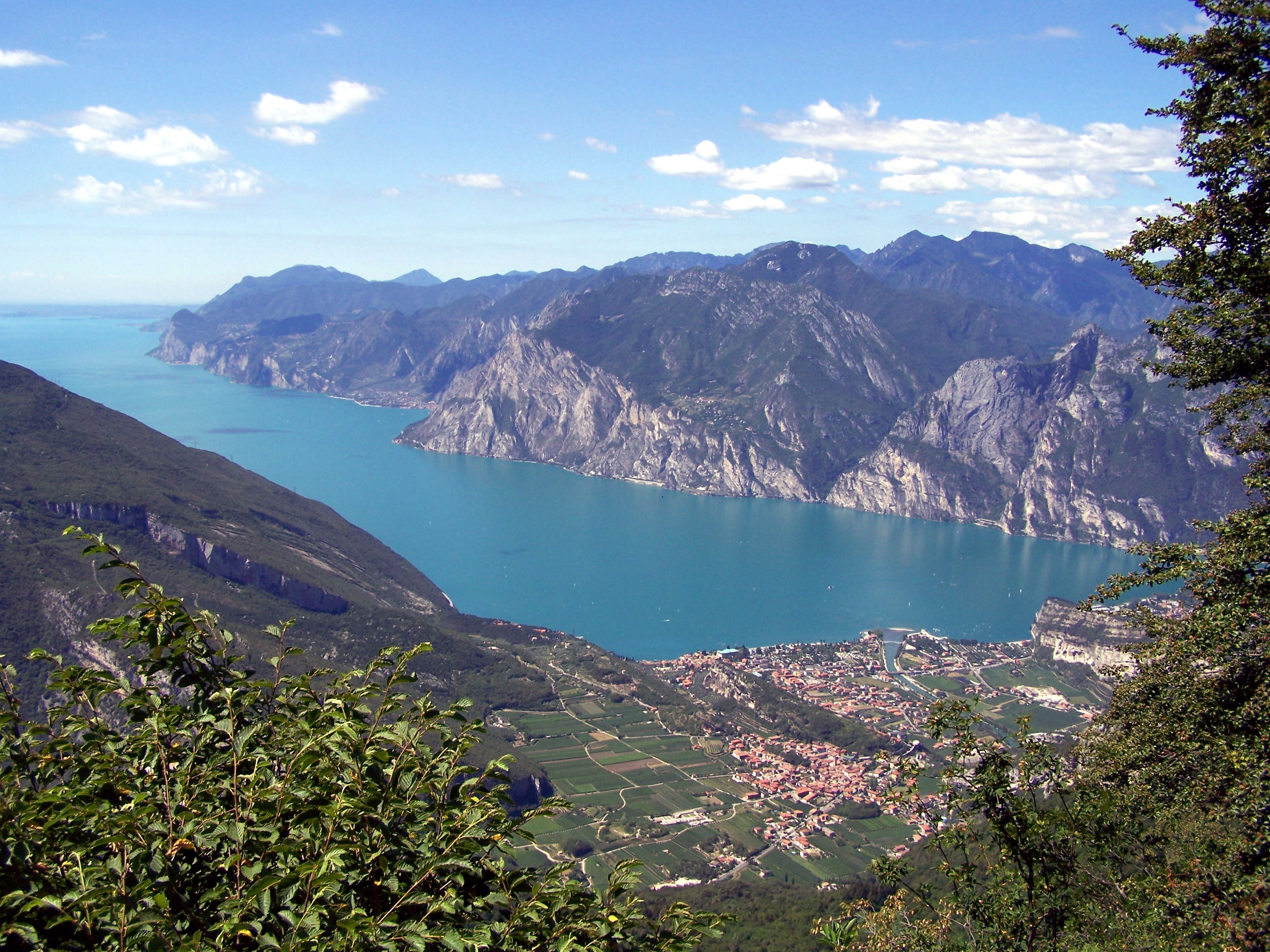
Vue sur Torbole depuis le mont Creino (1 290 m).